# (4084) Hollis
(4084) Hollis (1985 GM) – planetoida z pasa głównego asteroid okrążająca Słońce w ciągu 4,97 lat w średniej odległości 2,91 j.a. Odkryta 14 kwietnia 1985 roku.